# Червонопільська сільська рада
Червонопільська сільська рада — колишній орган місцевого самоврядування у Бердянському районі Запорізької області з адміністративним центром у с. Червоне Поле.
Сільській раді були підпорядковані населені пункти:
- с. Червоне Поле
- с-ще Бердянське
- с. Деревецьке

Рада складалася з 16 депутатів та голови.

## Керівний склад сільської ради
| ПІБ                   | Основні відомості                                                                  | Дата обрання | Дата звільнення |
| --------------------- | ---------------------------------------------------------------------------------- | ------------ | --------------- |
| Жила Марія Михайлівна | Сільський голова, 1960 року народження, освіта, член Соціалістичної партії України | 26.03.2006   | 31.10.2010      |
| Жила Марія Михайлівна | Сільський голова, 1960 року народження, освіта вища, член Партії регіонів          | 31.10.2010   |                 |

Примітка: таблиця складена за даними джерела